# Neckura
Die Neckura Neckermann Versicherungs-AG war eine deutsche Versicherungsgruppe mit Sitz in Oberursel. Das Unternehmen betrieb sowohl Lebens- als auch Kompositversicherungsgeschäft, der Schwerpunkt lag dabei im Kfz-Haftpflichtversicherungsbereich. Im Herbst 2002 gingen die einzelnen Versicherungsgesellschaften in verschiedenen Gesellschaften der Zurich Gruppe Deutschland auf.

## Geschichte und Hintergrund
Die Neckura Versicherungen entstand 1964 in Kooperation des Versandhauses Neckermann mit dem US-amerikanischen Versicherungsunternehmen Nationwide Mutual Insurance Company. Nachdem Neckermann in den 1970er Jahren in Probleme gekommen und schließlich von Karstadt übernommen worden war, trennte sich der neue Eigentümer von einigen Tochtergesellschaften. In diesem Zusammenhang gingen die Neckura Versicherungen 1975 als hundertprozentiges Tochterunternehmen an den seinerzeitigen Kooperationspartner. Unter der Leitung der Nationwide Mutual Insurance Company baute das Unternehmen insbesondere den Direktvertrieb der Autoversicherungen aus. Dies blieb jedoch ohne durchschlagenden Erfolg, so dass sich die Muttergesellschaft ab Frühjahr 2001 nach einem Käufer für die Neckura-Versicherungen umsah. Im August 2001 übernahm die Zurich das Unternehmen, die die einzelnen Gesellschaften per Verschmelzungsvertrag vom Juni 2002 auf ihre diversen Tochtergesellschaften verschmolz. Insbesondere die Kfz-Versicherung Auto Direkt sollte im Direktversicherer DA Direkt Versicherung aufgehen, der den Firmensitz in Oberursel übernahm. 
Mit Wirkung zum 1. Oktober 2002 wurde letztlich das Vermögen der Neckura Versicherung auf die Zurich Agrippina Versicherung sowie analog jeweils das Vermögen der Neckura Lebensversicherung und der Leben Direkt Versicherung als Ganzes mit allen Rechten und Pflichten unter Auflösung ohne Abwicklung auf die Zurich Agrippina Lebensversicherung bzw. die Sun Direkt Versicherung sowie die Auto Direkt Versicherung auf die DA Deutsche Allgemeine Versicherung übertragen werden während auch die Neckura Holding mit der Zürich Beteiligungs-AG verschmolz.

### Gesellschaften
Folgende Gesellschaften bestanden bei der Verschmelzung unterhalb der Obergesellschaft Neckura Neckermann Versicherungs-AG als Muttergesellschaft der Versicherungsgruppe:
- Neckura Lebensversicherungs-AG (gegründet 1973)
- Pionier Autoversicherungs AG (gegründet 1981)
- Auto Direkt Versicherungs-AG (gegründet 1982)
- Leben Direkt Versicherungs-AG
- Sun Direct Versicherungs-AG

### Finanzielle Daten
Beim letzten Konzernabschluss vor der Verschmelzung erwirtschaftete die Neckura Versicherungs-AG als größten Gesellschaft der Gruppe gebuchte Bruttoeinnahmen von 137,8 und die gebuchte Bruttobeitragseinnahmen im selbst abgeschlossenen Geschäft von 81,6 Millionen Euro. Bei der Neckura Lebensversicherungs-AG ergaben sich 45,7 Millionen Euro laufende Beiträge und 0,12 Millionen Einmalbeiträge. Konzernweit wurden 305,2 Millionen Euro an Beiträgen verbucht, die Zahl der Verträge belief sich auf 1,086 Millionen.